# Pesadilla diabólica
Pesadilla diabólica es una película de terror sobrenatural estadounidense de 1976 coescrita y dirigida por Dan Curtis y protagonizada por Karen Black, Oliver Reed, Bette Davis y Lee H. Montgomery.
La película se estrenó en cines de forma limitada a nivel nacional a través de United Artists en agosto de 1976, que se expandió más tarde ese otoño. Si bien la película recibió críticas mixtas de los críticos, ganó varios premios al año siguiente. La actuación de Davis recibió elogios de la crítica.

## Sinopsis
Una pareja, su hijo y una vieja tía rentan una mansión para el verano y descubren que hechos sobrenaturales comienzan a suceder. 

## Reparto
- Karen Black como Marian Rolf
- Oliver Reed como Ben Rolf
- Lee H. Montgomery como Davey Rolf
- Bette Davis como Elizabeth Rolf
- Burgess Meredith como Arnold Allardyce
- Eileen Heckart como Roz Allardyce
- Dub Taylor como Walker
- Anthony James como el conductor de coche fúnebre
- Todd Turquand como el joven Ben

## Recepción

### Crítica
El crítico de cine Roger Ebert calificó la película como "un misterio, está bien", y concluyó que " simplemente persiste, hasta que se nos ocurre que los personajes son los únicos en el teatro que no saben qué va a pasar después". ' 
Variety declaró: "El horror se expresa a través de repentinos impulsos asesinos que sienten Black y Reed, una premisa que podría haber sido interesante si el director Dan Curtis no se hubiera basado estrictamente en el tratamiento con fórmula".

### Premios y nominaciónes
| Premio               | Categoría                | Nominado/a          | Resultado | Ref.  |
| -------------------- | ------------------------ | ------------------- | --------- | ----- |
| Saturn Awards        | Mejor película de Terror | Pesadilla diabólica | Ganadores | [ 3 ] |
| Saturn Awards        | Mejor Director           | Dan Curtis          | [ 3 ]     |       |
| Saturn Awards        | Mejor Actriz de Reparto  | Bette Davis         | [ 3 ]     |       |
| Sitges Film Festival | Mejor Director           | Dan Curtis          | [ 4 ]     |       |
| Sitges Film Festival | Mejor Actor              | Burgess Meredith    | [ 4 ]     |       |
| Sitges Film Festival | Mejor Actriz             | Karen Black         | [ 4 ]     |       |